# Carlos Escarrá
Carlos Miguel Escarrá Malavé (26 de noviembre de 1957 - 25 de enero de 2012) fue un político, profesor universitario, abogado, magistrado y diputado de Venezuela.

## Biografía

### Militancia política
Desde temprana edad, inició su vida política siendo simpatizante del Partido Comunista de Venezuela, organización política de que no fue miembro, pero con la cual siempre mantuvo gran amistad. Perteneció a diferentes movimientos de izquierda que no se habían organizado o legitimado debidamente y a finales de los 80 se incorporó activamente en el Movimiento Bolivariano Revolucionario - 200, de ahí pasó al Movimiento V República y finalmente al Partido Socialista Unido de Venezuela.

### Constituyente de 1999
En 1999 fue convocado por Hugo Chávez para formar el “grupo de los 5” un grupo de cercanos colaboradores del presidente para formar la nueva constitución de Venezuela. Este grupo estaba directamente bajo las órdenes de Chávez y jugó un papel clave en la redacción de la constitución de Venezuela de 1999.

### Actividad académica
Paralelamente a su actividad política, estuvo también su intensa actividad académica. Obtuvo su título como politólogo en la Universidad Central de Venezuela y como abogado, mención cum laude, en la Universidad Católica Andrés Bello. Se dedicó a la rama de derecho constitucional. Fue magíster en derecho administrativo e historia, egresado de la Universidad Central de Venezuela. Desarrolló la carrera de docente impartiendo diversas cátedras de Derecho en renombradas universidades nacionales.

### Cargos públicos
En la administración pública, ejerció diversos cargos, entre ellos, la de Viceprocurador General de la República y además ejerció como magistrado de la extinta Corte Suprema de Justicia de Venezuela.
En el año 2005, se postuló para las Elecciones parlamentarias de 2005 como diputado por lista a la Asamblea Nacional por el Estado Aragua, resultando electo para el período legislativo 2005-2010. Nuevamente, lanza su candidatura para las Elecciones parlamentarias celebradas el 26 de septiembre de ese año, pero en esta oportunidad, por la Circunscripción 3 del Estado Aragua, conformada por los municipios Bolívar, José Félix Ribas, José Rafael Revenga, Santos Michelena y Tovar de dicha entidad federal. En dicha contienda, obtuvo el 56,86% de los sufragios, con los cuales obtuvo nuevamente una curul para el período 2010-2015.
El 30 de agosto de 2011 fue designado por la Asamblea Nacional de Venezuela como procurador general de la República, cargo que desempeñó hasta su fallecimiento, a causa de un ataque al corazón.

## Vida personal
Su hermano Hermann Escarrá abogado constitucionalista se identificó desde su juventud con la causa de partido socialcristiano Copei. Luego de la victoria de Hugo Chávez en las elecciones presidenciales de 1998, pasó a ser uno de los principales activistas de MVR y presidente de la Asamblea Nacional Constituyente (1999) por el Polo Patriótico, referencia partidista del chavismo  para esa fecha.
Los constantes intentos de permanecer en el poder por parte del presidente Hugo Chávez provocaron duras críticas del constitucionalista, que a partir de entonces se volcó a la oposición. En ese sentido, cursan en el Tribunal Supremo de Justicia (TSJ) recursos interpuestos por él contra las actuaciones del mandatario. 
Las diferencias de posición política e ideológica con su hermano fueron motivo incluso de reportajes en medios internacionales. En 2010, el periodista Jaime López de El Mundo de España entrevistó a Hermann Escarrá con el propósito de dar a conocer cómo la creciente polarización política en el país afectaba el vínculo entre miembros de una familia, en este caso, los hermanos Carlos y Hermann.
Durante la campaña presidencial del año 2012, en que Escarrá esperaba que se saliera del presidente Chávez a través de los votos, en  en un evento televisado desde el canal del Estado VTV, realizó una dura crítica a un supuesto plan para implantar un “paquete neoliberal” que se le atribuyó a Henrique Capriles Radonski y a la MUD, que se aplicaría en caso de este ganar los comicios.
El candidato opositor aclaró luego que los documentos y programa hecho público por VTV y criticado por Escarrá eran falsos y no formaban parte de su promesa de campaña. Pese al desmentido, el hecho tendió el puente para el regreso de Hermann Escarrá a las filas del oficialismo.
Coincidieron en estas deserciones otros cuatro representantes de la oposición como el diputado William Ojeda del partido Un Nuevo Tiempo (UNT), Ricardo Sánchez, de UNT y diputado suplente de María Corina Machado, quien anunció su separación de la MUD. Al exlíder estudiantil se unió Andrés Avelino Álvarez (UNT) y Carlos Vargas (Independiente), también diputados suplentes del bloque de la Unidad.
Su apoyo al gobierno del presidente Nicolás Maduro ha sido notorio, posición que afirma se sustenta en el respeto a la Constitución. El pasado 15 de abril durante el programa Vladimir a la Una de Vladimir Villegas, transmitido por Globovisión, declaró: “Además de conocerlo (a Maduro) desde hace mucho tiempo, desde un año antes del proceso constituyente, sé de su honestidad, de su buena voluntad. Podría exponer muchos puntos de vista, pero quizás lo fundamental es la continuidad y estabilidad de la República”.
En esos días se difundió una imagen de un supuesto cheque que Maduro le habría entregado al constitucionalista. Escarrá usó el hecho para una vez más demostrar su apoyo al mandatario nacional y negar haber recibido dinero por parte del gobierno en declaraciones hechas el pasado 12 de abril.